# Oleg Yankovsky
Oleg Ivanovich Yankovsky (em russo:  Олег Иванович Янковский) (Dzhezkazgan, 23 de fevereiro de 1944 – Moscou, 20 de maio de 2009) foi um ator russo.